# クリストファ (オルデンブルク伯)

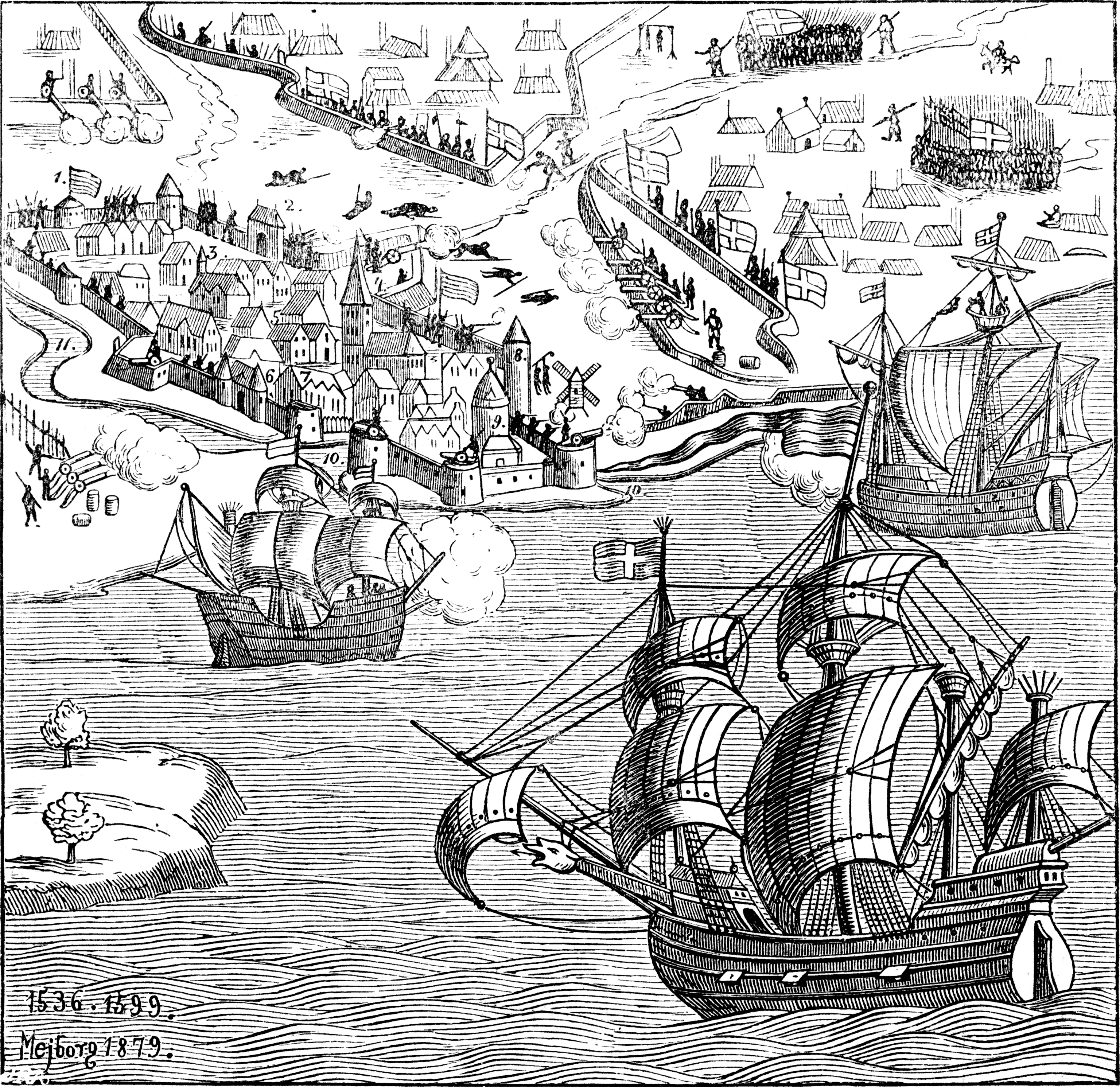
コペンハーゲン包囲戦（ヘルマン・ハメルマンによる木版画、1903年）

クリストファー（デンマーク語：Grev Christoffer af Oldenburg、ドイツ語：Christoph von Oldenburg、英語：Christopher of Oldenburg、1502年あるいは1504年 - 1566年8月4日）は、オルデンブルク伯。伯爵戦争（1534年 - 1536年）の名前は彼に因む。伯爵戦争が起きるとシェラン島、フュン島といったデンマーク東部を支配し、クリスチャン2世の復位を図った。

## 生涯
クリストファーはオレンボー朝初代国王クリスチャン1世の弟、ゲルハルト6世（en / de）の孫に当たる。若いころ、司祭として教育を受けていたが経済的な問題から軍隊に身を投じた。彼は、古代ギリシャの知識を持っていたことから知的傭兵隊長（intellectual condottiere）と呼ばれていたが、彼には軍事的才能はなかった。
クリスチャン2世並びにクリスチャン3世の又従兄弟として、彼はデンマークの政治に関心を持った。1534年にフレゼリク1世が死ぬと、クリスチャン3世やデンマークの貴族に対抗する盟主として、彼はリューベックに雇われた。クリスチャン2世の復位が目的であったものの彼自身はデンマーク王位に関心があったとされる。
伯爵戦争が勃発すると、彼はシェラン島やフュン島の征服に成功し、支配者として受け入れられたものの、リューベックがデンマーク王位に関心を持つメクレンブルク公アルブレヒト7世を同盟に参加させたことから、同盟内に亀裂が生じた。クリスチャン3世はユラン半島やフュン島を奪回し、シェラン島攻略に動いた。アルブレヒト7世が降伏するまで、クリストファーはコペンハーゲンで抵抗したものの、最終的には降伏、クリストファーのデンマークにおける立場はなくなった。
伯爵戦争終了後、彼はオルデンブルクに戻り、北ドイツにおける戦闘に身をやつした。彼はスウェーデンを征服しようと計画し、シュマルカルデン同盟を支援した。晩年は修道院で生活した。